# Samsung S5230
Samsung S5230 (poznat kao Tocco Lite, Star I, GT-S5230 i Player One ) mobilni je telefon tvrtke Samsung Electronics objavljen u ožujku 2009. i u prodaju pušten u svibnju 2009. Dostupan je u crnoj, bijeloj i rozoj boji.
Prednjom stranom uređaja dominira 3 inčni LCD ekran osjetljiv na dodir s 262144 boja. Uređaj ima 3.2 megapikselnu kameru koja podržava snimanje videozapisa u QVGA rezolucije. Mobitel dolazi s predinstaliranim softverom za uređivanje slika, gledanje videa i slušanje glazbe. Memoriju od 144 MB (od koje je moguće koristit oko 100 MB) možemo nadograditi s microSD memorijskom karticom do 16 GB. Mobitel podržava instaliranje aplikacija trećih strana.Također na ovom mobitelu je moguće izmjenjivati bateriju. 

## Izdanja
Samsung S5230 izdan je u sljedećim izdanjima:
- Hello Kitty
- Samsung S5230w (poznat i kao Star WiFi) - podržava Wi-Fi[2]
- Samsung S5230G (Avila) - podržava GPS[3]

## Tehnički podaci
Ovo su tehničke specifikacije Samsunga S5230:

### Platforma
- Samsung TouchWiz 1.0
- JAVA MIDP 2.0

### Dimenzije
- 106 x 53.5 x 11.9 mm
- 93.5g

### Ekran
- 262K TFT
- WQVGA rezolucija
- 3.0"
- Osjetljiv na dodir

### Baterija
- Li-Ion 1000 mAh
- Do 10 sati vrijeme razgovora
- Do 600 sati vrijeme na čekanju

### Kamera
- 3.2 megapiksela
- Digitalni zoom 4x
- Efekti: Crno i Bijelo, Sepia i Negative

### Video
- MPEG4/H.263/H.264/WMV/3GP/MP4 video player
- snimanje 15fps@QVGA videa

### Povezivost
- GSM & EDGE 850/900/1800/1900
- Bluetooth 2.1
- USB 2.0
- WAP 2.0
- HTML
- Aplikacija PC Sync
- USB
- Wi-Fi (S5230W izdanje)

### Memorija
- 144 MB (100MB raspoloživo)
- microSD 16 GB
- 1000 imena u imeniku
- 500 SMS-ova

### Rokovnik
- Kalendar
- Sat
- Svjetski sat
- Budilica
- Kalkulator
- Štoperica